# Mekhali, Raybag
Mekhali là một làng thuộc tehsil Raybag, huyện Belgaum, bang Karnataka, Ấn Độ.